# Pierre Nicolas Camille Jacquelin Du Val
Pour les articles homonymes, voir Jacquelin et Du Val.
Pierre Nicolas Camille Jacquelin Du Val, né à Prades (Pyrénées-Orientales) le 28 juillet 1828 et mort à Clamart le 5 juillet 1862, est un entomologiste français.

## Attributions
Il a défini :
- la famille des Byturidae en 1858.
- plusieurs genres, notamment  Aubeonymus (Curculioninae) en 1855, Barypeithes (Curculionidae) en 1854.

Le genre Duvalius lui a été dédié en 1859 par Charles Delarouzée.

## Publications
Il est l'auteur d'un ouvrage classique dans le domaine de l'entomologie : Manuel entomologique. Genera des coléoptères d’Europe, comprenant leur classification en familles naturelles, la description de tous les genres, des tableaux dichotomiques destinés à faciliter l’étude, le catalogue de toutes les espèces, de nombreux dessins au trait de caractères et plus de treize cents types représentant un ou plusieurs insectes de chaque genre, dessinés et peints d’après nature avec le plus grand soin. Paris : chez A. Deyrolle, naturaliste, 1857-1864 [-1868 pour le Catalogue]. 4 vol. in-8° (18 x 27,8). Publié d’abord par Jules Migneaux, puis par Achille Deyrolle, le tome 4 par Émile Deyrolle (fils d’Achille). Tome premier : (viii) + CCLXXVI (introduction) + 140 (texte) + 52 (catalogue) p. et XV + 43 = 58 pl., dont 10 en noir, 1 en noir et bistre, et 47 coloriées (1857). Tome deuxième (le mot dichotomiques est remplacé par synoptiques) : (iv) + 288 p. (texte) + p. 53-124 (catalogue) et 67 pl. coloriées (1857-1859). Tome troisième ( … continué par M. L. Fairmaire […] et plus de quinze cents types… ) : (iv) + 464 p. (texte) + p. 125-200 (catalogue) et 100 pl. coloriées (1859-1863). Tome quatrième ( … et près de seize cents types… Chez Deyrolle fils… ) : (viii) + 295 p. + p. 201-284 (catalogue) et 77 pl. coloriées (1868). Ouvrage distribué en 144 livraisons, publiées d’abord « chez les auteurs », i.e. par Migneaux, à partir de 1854, et ensuite par Deyrolle. Le prix de chaque livraison était de 1 fr 75. Il existe aussi des fascicules intermédiaires cartonnés regroupant plusieurs livraisons. Par exemple, le tome 4 est composé de 3 fascicules, dont le premier (daté de 1854) renferme la partie Curculionides (texte et 30 planches), précédée d’un « Avertissement » de Jacquelin Du Val (daté 15 janvier 1854), qui n’a pas été repris dans l'édition définitive. L’ouvrage complet, relié toile anglaise, coûtait 275 fr. Jacquelin Du Val ne put le terminer, et il fut achevé par Léon Fairmaire (1820-1906). Les célèbres planches, qui constituent le point fort de l'ouvrage, ont été dessinées et peintes par Jules Migneaux (1830-1898), un des derniers représentants de la tradition française des peintres-miniaturistes, avec la collaboration de son épouse pour la mise en couleurs. Migneaux, lui non plus, ne termina pas son travail, qui fut achevé par Théophile Deyrolle (1844-1923), fils d’Achille (1813-1865) et frère d’Émile (1838-1917). Les 290 planches coloriées de la partie systématique représentent chacune l’habitus de 5 espèces (en tout 1450 espèces figurées), plus des dessins au trait figurant divers détails morphologiques.
Outre ce grand ouvrage, Jacquelin Du Val a publié des Glanures entomologiques (deux livraisons, 1859 et 1860) consacrées à divers points de systématique des coléoptères.